# إثميا مبقعة
إثميا مبقعة (الاسم العلمي:Ethmia maculata) هي نوع من الحشرات تتبع جنس الإثميا من فصيلة الألاشستيات.